# Yuxarı Yayci
Yuxarı Yayci è un comune dell'Azerbaigian situato nel distretto di Şərur.  